# Aconurella erebus
Aconurella erebus är en insektsart som beskrevs av William Lucas Distant 1908. Aconurella erebus ingår i släktet Aconurella och familjen dvärgstritar. Inga underarter finns listade i Catalogue of Life.